# Den Tapferen trifft die Kugel nicht
Den Tapferen trifft die Kugel nicht ist ein sowjetischer Spielfilm des Regisseurs Oleg Nikolajewski aus dem Jahr 1970.

## Handlung
Die Handlung beginnt am 22. Juni 1941 in der Sowjetunion. Es ist ein gewöhnlicher Morgen in einem Pionierlager nahe der Grenze zum von Deutschland okkupierten Polen. Die Kinder plantschen in einem Fluss und nehmen die Luftlandetruppen, die vom Himmel kommen, mit Begeisterung auf und denken, dass dies eine militärische Übung der Sowjetarmee ist. Aber es sind Angehörige der deutschen SS. Sie treiben alle Kinder zusammen in ein Lager, sperren sie in eine Baracke und verkünden, dass bald alle nach Deutschland geschickt werden. Die Deutschen lassen die Pionierhalstücher der Kinder einsammeln und der Junge Mischka hat die Aufgabe, die Tücher zu verbrennen. Dies kann er aber verhindern und flieht mit den Halstüchern in einer großen Kaffeekanne aus dem Lager. Das sowjetische Panzerbataillon, das sich in der Nähe befindet und die Kinder zu retten versucht, wird von deutschen Verbänden aufgerieben. Nur ein Panzer, den Onkel Wassja fährt, wird nicht zerstört. Zufällig trifft der überlebende Panzerfahrer auf Mischka. Er bittet Onkel Wassja, ihm bei der Rettung von Kindern aus der Gefangenschaft zu helfen. Der Panzerfahrer stimmt zu und gemeinsam befreien sie das Pionierlager.

## Hintergrund
Der Film basiert auf dem Roman „Der Junge und der Panzer“ von Josef Dik. Die Dreharbeiten fanden im Pionierlager „Tschaika“ in der Nähe des Dorfes Dachniwka bei Tscherkassy in der Ukraine statt. Der Titel des Films war eine Zeile aus dem „Lied der Tapferen“ (russisch Песня смелых Pesnja smelych) von Alexei Surkow und Wiktor Bely aus dem Jahr 1941.
Der Film wurde vom DEFA Studio für Synchronisation Berlin synchronisiert, kam am 19. Oktober 1973 in die Kinos der DDR und wurde am 9. November 1974 erstmals im DFF 1 gesendet.

## Rezension
Der propagandistische Film hat trotz des ernsten Stoffes komödienhafte Züge. Der Stoff war insofern inkorrekt, da seitens der deutschen Wehrmacht bzw. SS bei dem Überfall auf die Sowjetunion keine Fallschirmjäger eingesetzt wurden.